# Porela subfasciata
Porela subfasciata là một loài bướm đêm thuộc họ Lasiocampidae. Nó được tìm thấy ở Tasmania và Victoria.

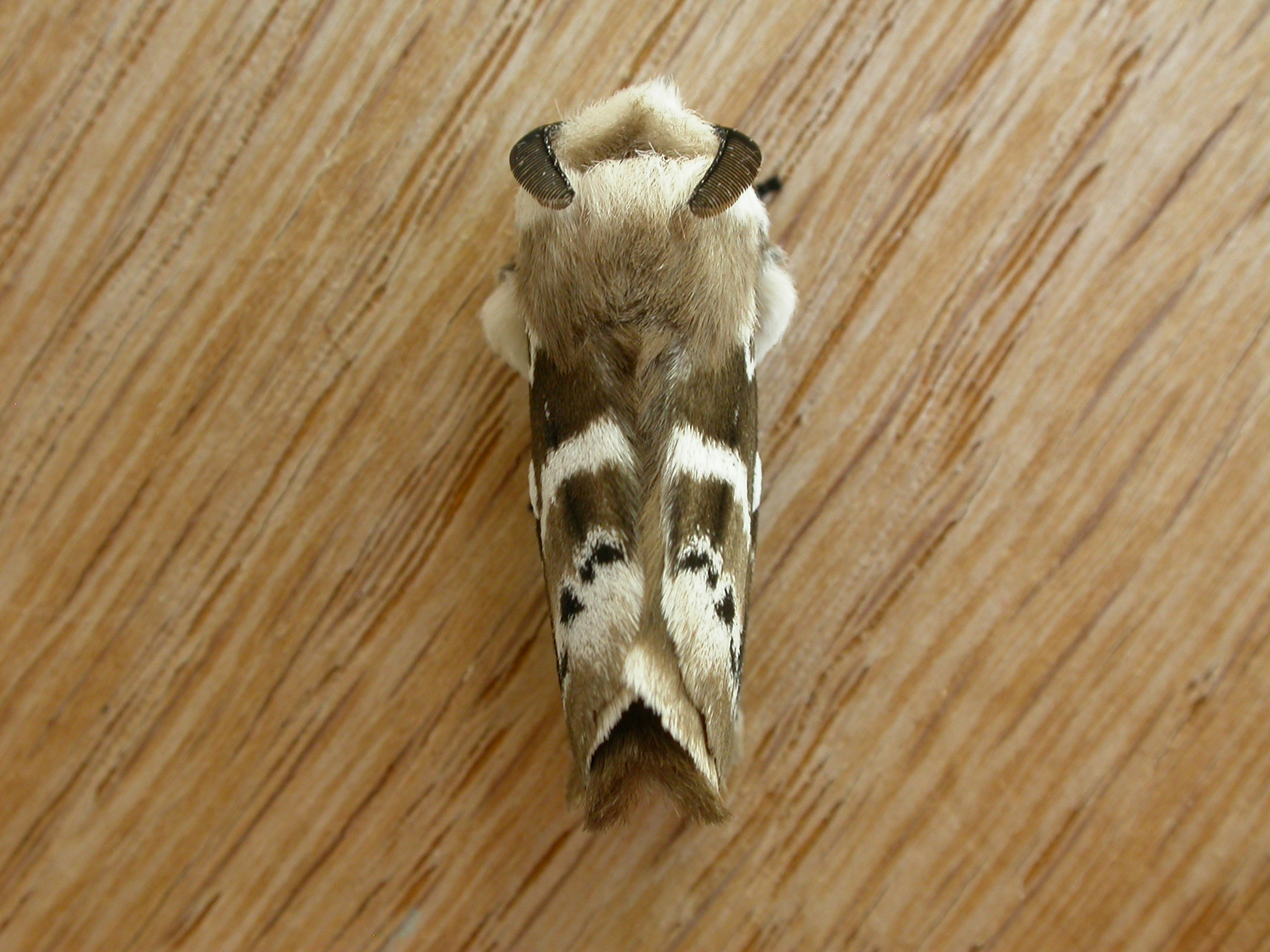

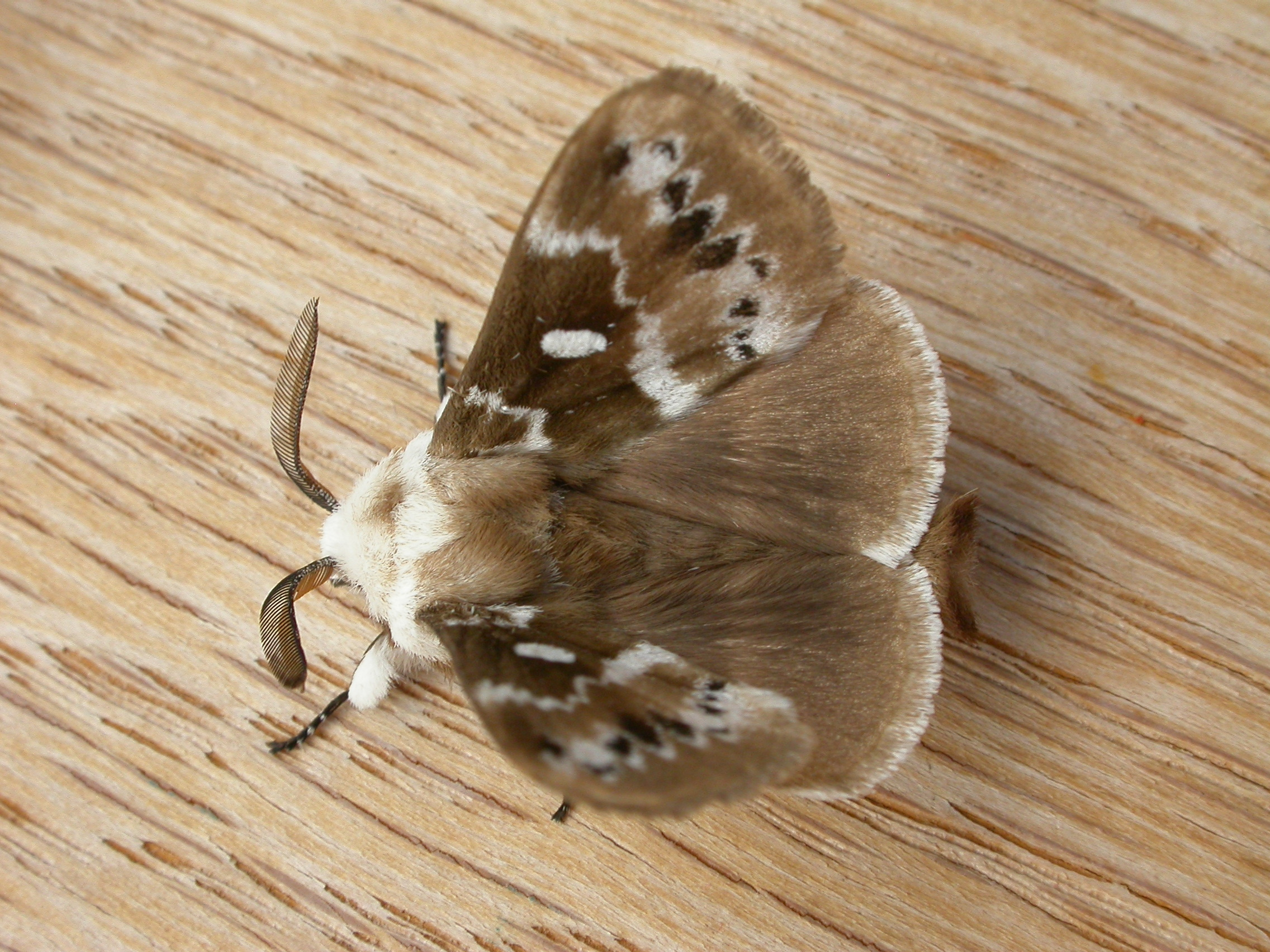

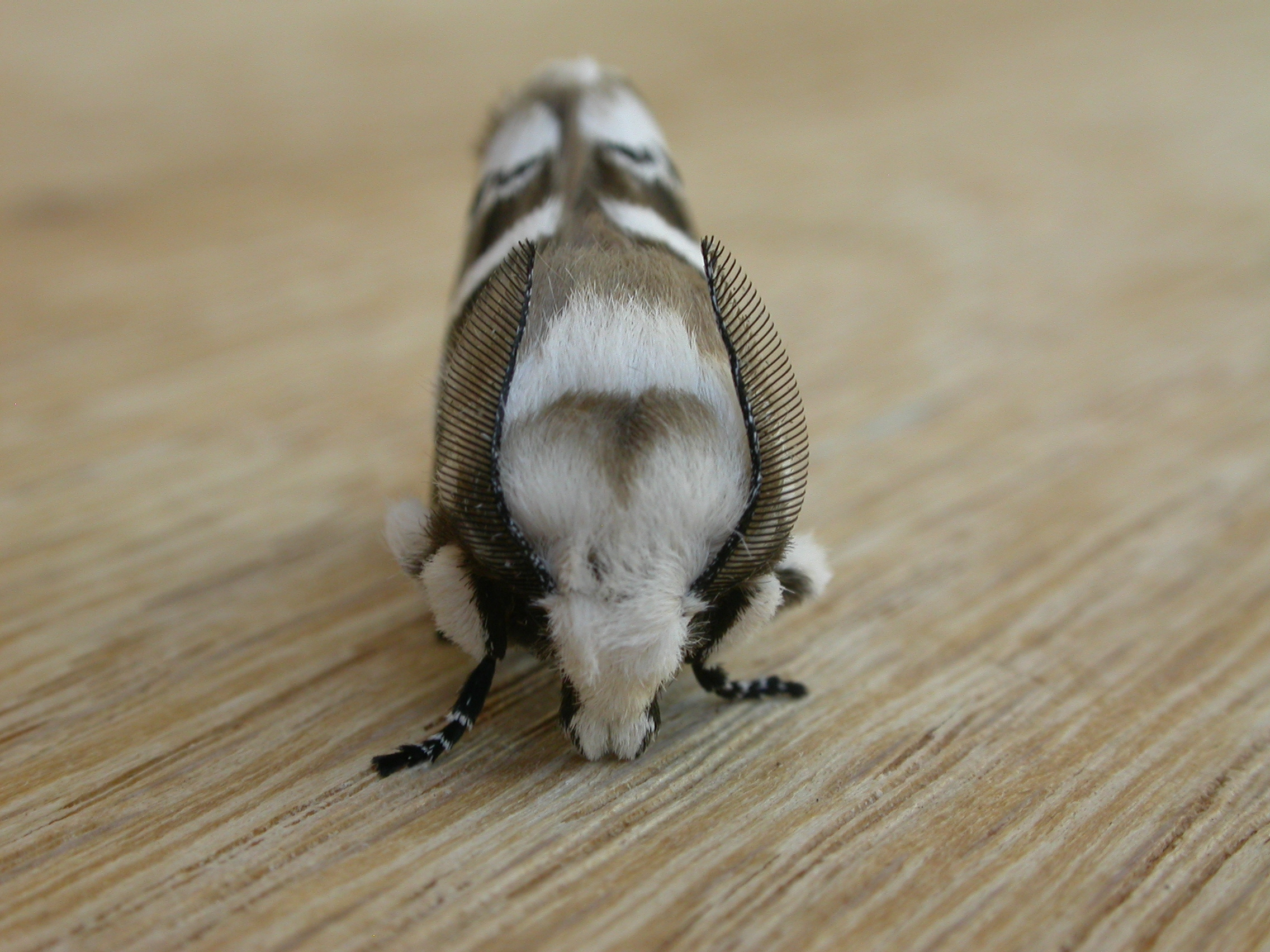

Sải cánh dài khoảng 30 mm đối với con đực và khoảng 40 mm đối với con cái.

## Hình ảnh

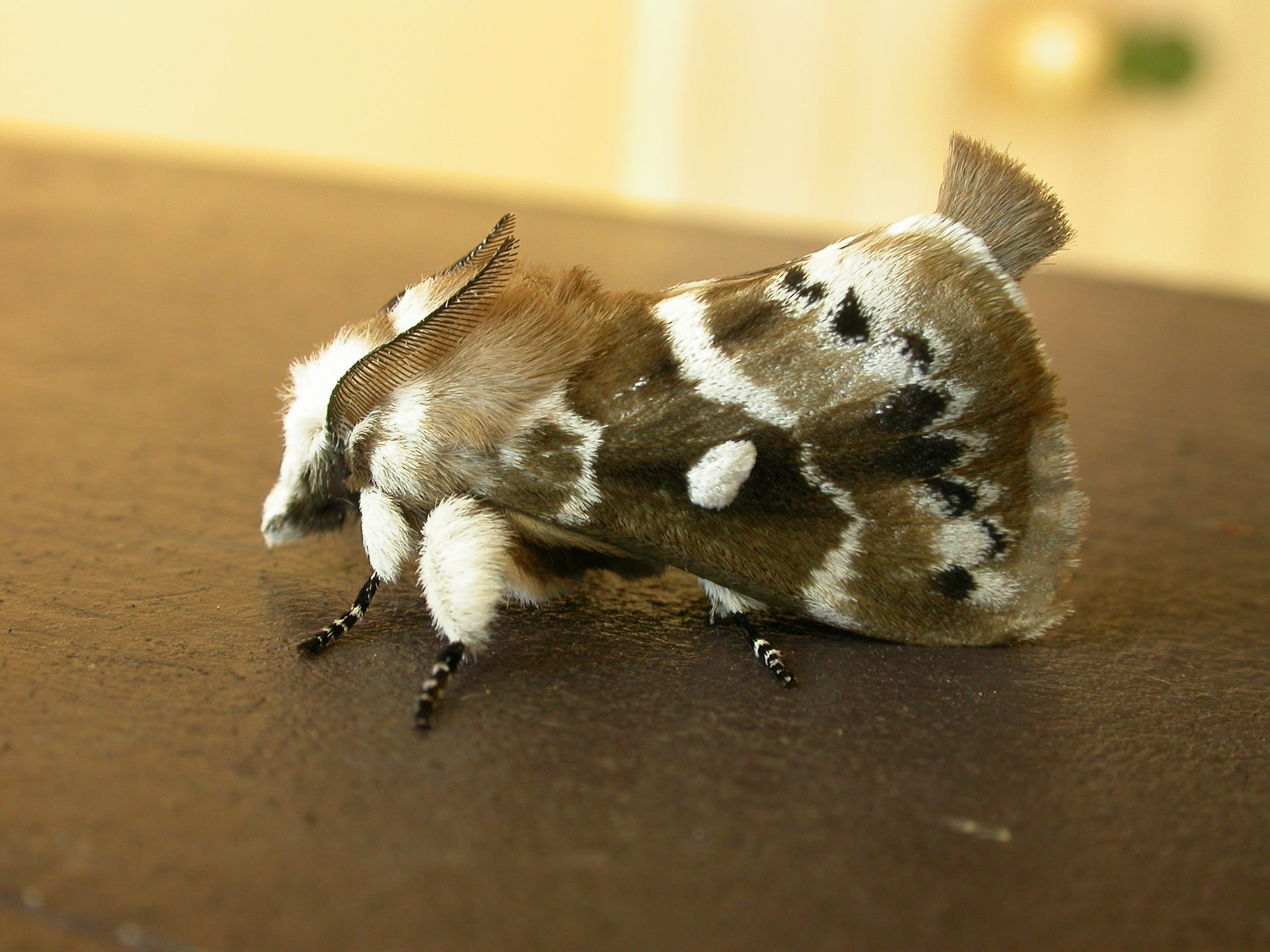
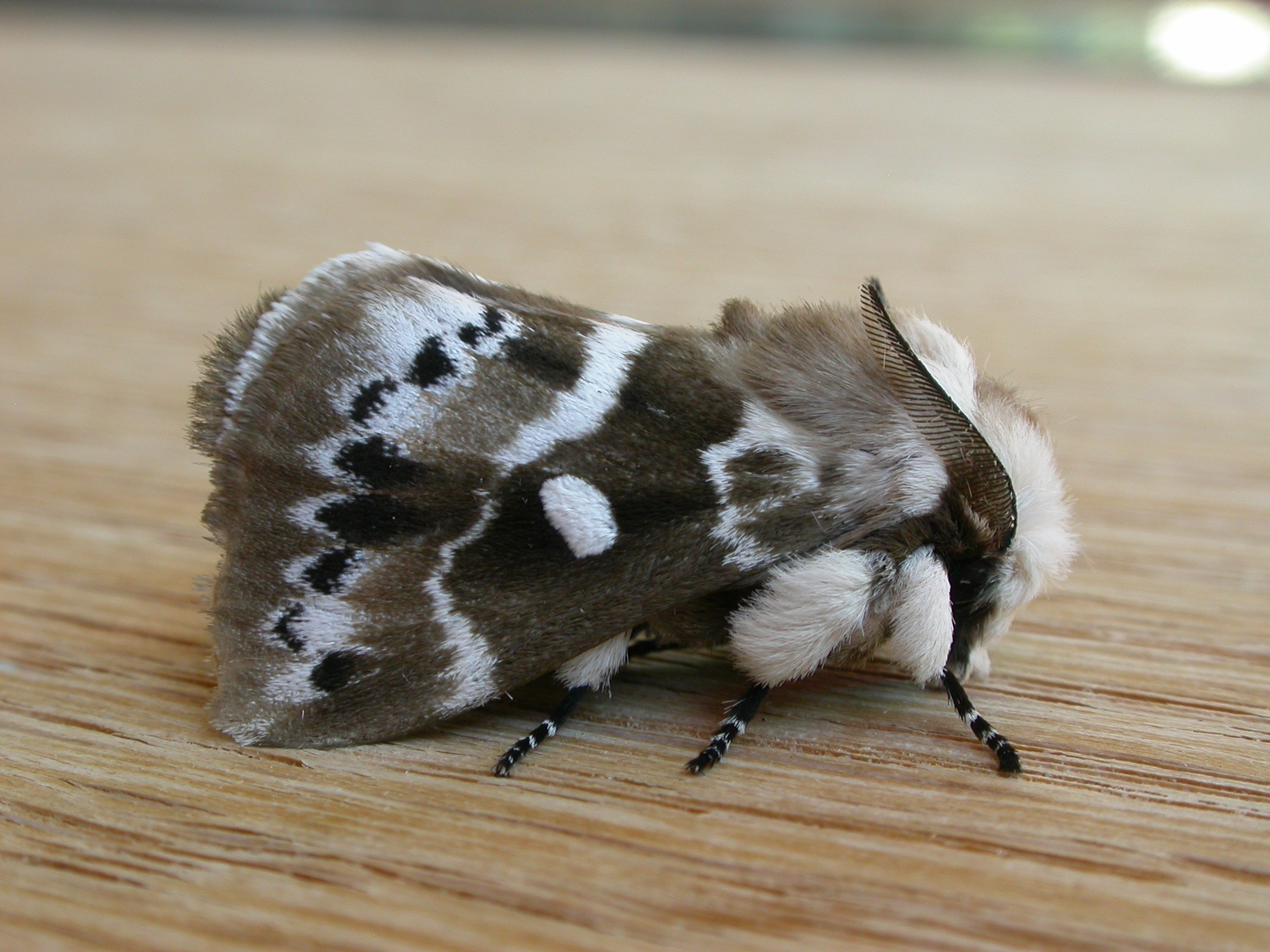
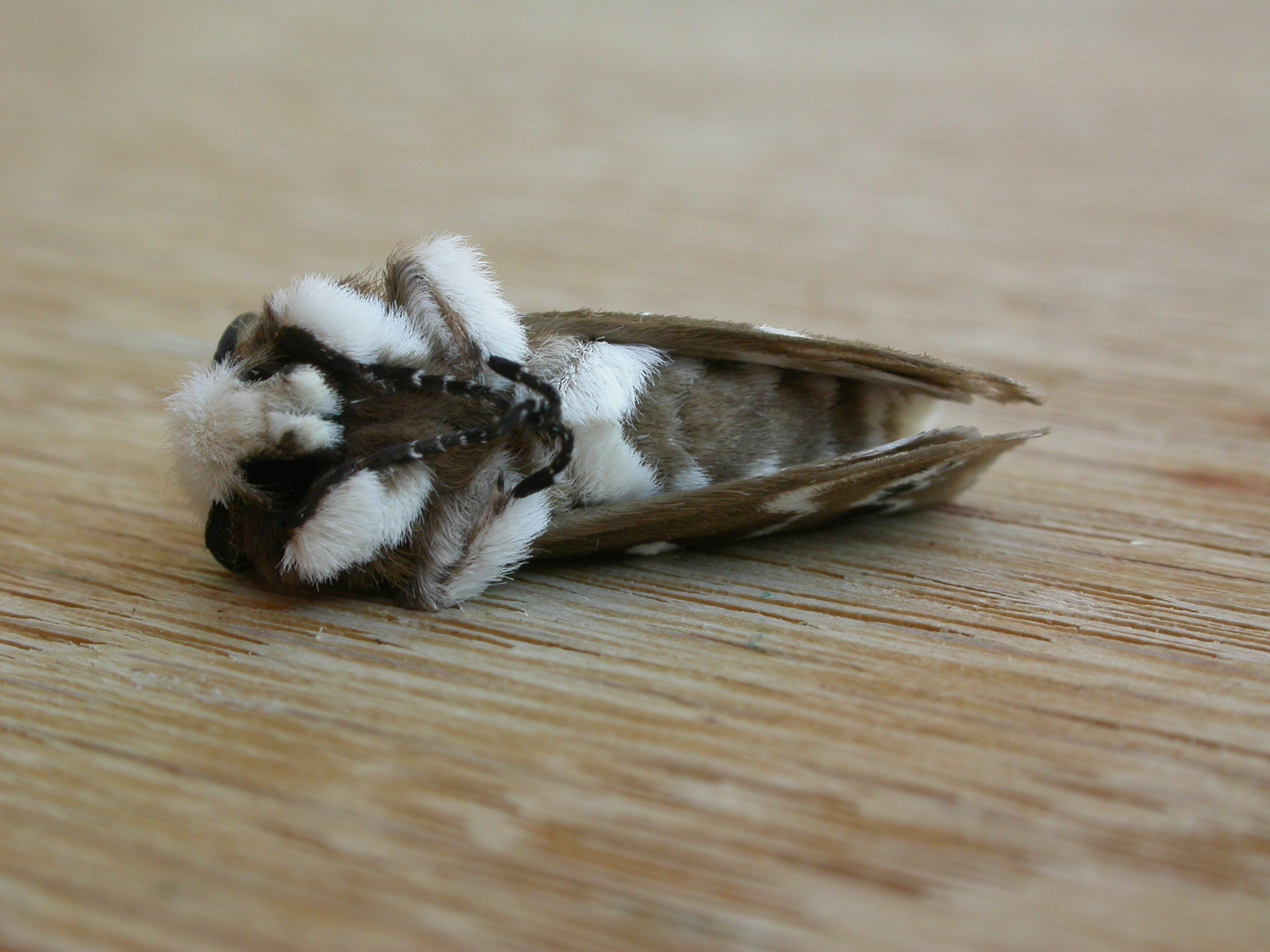